# De onzichtbare piraat
De onzichtbare piraat (Frans: Le pirate sans visage) is het 13e album uit de Belgische stripreeks Roodbaard van Jean-Michel Charlier en Victor Hubinon. Omdat Hubinon tijdelijk was uitgeschakeld vanwege een auto-ongeluk werd een deel van de tekeningen verzorgd door Eddy Paape (platen 11-17) en Jijé (platen 18-26). Het stripalbum werd in 1972 uitgebracht. Net als in het vorige verhaal kwam Roodbaard zelf pas redelijk aan het einde van het verhaal aan bod.

## Het verhaal
Franse schepen worden overvallen door een geheimzinnige piraat, die overal Roodbaards vlag achterlaat. De Franse gouverneur van Fort-de-France stuurt Erik eropuit om de zaak te onderzoeken. Hij stuit zelf ook op een uitgebrand Frans schip; de Vaillant waarvan de gehele bemanning uitgemoord is. Erik begint de zoektocht naar zijn vader op het boekanierseiland Tortuga, waar hij niets wijzer wordt en ruzie krijgt met de piraat Alvarez. Weer op zee wordt de Sperwer aangevallen door de Zwarte Valk, die onder bevel blijkt te staan van dezelfde Alvarez uit Tortuga. De Sperwer overmeestert de Zwarte Valk en hoort van de stervende Alvarez dat deze het schip van een Engelsman heeft gestolen in Montego. De Zwarte Valk gaat ten onder en met de Sperwer zeilt Erik naar Montego, waar hij hoort dat de Zwarte Valk door de plaatselijke gouverneur Oliviera aan de Engelsman werd verkocht. Erik ontvoert Oliviera en ontdekt dat deze met de piraat Judas, bijgenaamd de Zwarte Hond, onder een hoedje speelt. Deze Judas houdt Roodbaard gevangen in de hoop zijn schat te bemachtigen.
Ze gaan op weg naar Yucatán, waar Judas, bijgenaamd de Zwarte Hond en voormalig kapitein van Roodbaard, regeert over de laatste afstammelingen van de Azteken. Hier weet Erik Roodbaard te bevrijden, die meteen Judas doodt.